# Cemile Giousouf
Cemile Giousouf (Grieks: Τζεμιλέ Γιουσούφ) (Leverkusen, 5 mei 1978) is een Duits-Griekse politica van Turkse afkomst. Ze was het eerste CDU-lid met een islamitische achtergrond in de Duitse Bondsdag van 2013 tot 2017.

## Biografie
De ouders van Giousouf komen uit de regio Thracië in het noordoosten van Griekenland en behoren daar tot de moslimminderheid aldaar. Ze emigreerden naar de Bondsrepubliek tijdens de werving van gastarbeiders. Giousouf werd in Duitsland geboren, maar bracht de eerste twee levensjaren door bij familie in Thracië. Daarna verhuisde ze terug naar Duitsland. Naast de Duitse nationaliteit heeft ze ook de Griekse nationaliteit.
Nadat ze haar middelbare school had afgerond, studeerde ze politicologie, sociologie en islamwetenschappen aan de Rheinische Friedrich-Wilhelms-Universität Bonn. In 2008 werd Giousouf aangenomen als adviseur bij het Ministerie van Generaties, Gezin, Vrouwen en Integratie van de deelstaat Noordrijn-Westfalen. Sinds 2009 werkt Giousouf als adviseur bij het Ministerie van Arbeid, Integratie en Sociale Zaken van Noordrijn-Westfalen op de afdeling Integratie.
- Gemeinsame Normdatei: 1153635534
- Virtual International Authority File: 2170152025920903600003
- WorldCat: E39PBJqQCpYFc4wrdMcrc3kxDq